# Matrona corephaea
Matrona corephaea – gatunek ważki z rodziny świteziankowatych (Calopterygidae). Występuje w Chinach; stwierdzony w prowincjach Kuejczou, Hunan, Hubei i Zhejiang.
Gatunek ten opisali w 2011 roku Matti Hämäläinen, Xin Yu i Haomiao Zhang na łamach czasopisma „Zootaxa”. Holotyp to samiec odłowiony w sierpniu 2007 roku w prowincji Zhejiang. Autorzy zbadali też paratypy (7 samców i 5 samic) oraz 3 inne okazy.